# Sun Jian
Sun Jian (156-192), originario de Fuchun (China) y descendiente del mismísimo Sun Tzu, fue el padre del primer emperador reconocido de Wu, Sun Quan.
Se hizo realmente famoso cuando venció él solo a una banda de piratas y posteriormente mostrando su valía con las batallas contra los Turbantes Amarillos. Rápidamente se convirtió en Prefecto de Chang Sha y sirvió en la vanguardia de la coalición contra Dong Zhuo; tras la batalla, encontró el sello imperial y se apoderó de él, por lo que fue creador del posterior reino de Wu.
Un año después, cuando Sun Jian volvió a sus tierras descubrió que habían sido atacadas por Liu Biao en su ausencia, Sun Jian se enfrentó a las fuerzas de Liu Biao, pero murió en combate.
Tuvo tres hijos, Sun Ce (emperador de Wu, fallecido no mucho después), Sun Quan (Emperador de Wu, heredero de su hermano) y Sun Shan Xiang (la hija pequeña que también formaba parte del ejército de Wu). se le apodó «El tigre de Jiang Dong» y fue una de las mayores figuras de los romances de los tres reinos.
Murió en una emboscada (Tras haber recibido 3 flechas por la espalda) durante la batalla de la provincia de Jing, dejando el mando a su hijo mayor, Sun Ce.